# Anadiasa schoenheiti
Anadiasa schoenheiti is een vlinder uit de familie spinners (Lasiocampidae). De wetenschappelijke naam van deze soort is voor het eerst geldig gepubliceerd in 1922 door Wichgraf.
De soort komt voor in tropisch Afrika.